# Vladimer Khinchegashvili
Vladimer Khinchegashvili (em georgiano:  ვლადიმერ ხინჩეგაშვილი; Gori, 18 de abril de 1991) é um lutador de estilo-livre georgiano, campeão olímpico.

## Carreira
Khinchegashvili competiu na Rio 2016, na qual conquistou a medalha de ouro, na categoria até 57 kg.